# Viscount Strangford
Viscount Strangford war ein erblicher britischer Adelstitel in der Peerage of Ireland.

## Verleihung und Geschichte des Titels
Der Titel wurde am 17. Juli 1628 von König Karl I. für Sir Thomas Smythe, Gutsherr von Westenhanger in Kent, geschaffen.
Sein Urururenkel, der 6. Viscount, war britischer Botschafter in Portugal, Schweden, dem Osmanischen Reich und Russland und wurde am 26. Januar 1825 in der Peerage of the United Kingdom auch zum Baron Penshurst, of Penshurst in the County of Kent, erhoben.
Beide Titel erloschen beim Tod von dessen jüngstem Sohn, dem 8. Viscount, am 9. Januar 1869.

## Liste der Viscounts Strangford (1628)
- Thomas Smythe, 1. Viscount Strangford (1599–1635)
- Philip Smythe, 2. Viscount Strangford (1634–1708)
- Endymion Smythe, 3. Viscount Strangford († 1724)
- Philip Smythe, 4. Viscount Strangford (1715–1787)
- Lionel Smythe, 5. Viscount Strangford (1753–1801)
- Percy Smythe, 6, Viscount Strangford (1780–1855)
- George Smythe, 7. Viscount Strangford (1818–1857)
- Percy Smythe, 8. Viscount Strangford (1825–1869)